# 18. април
18. април (18.04) је 108. дан у години по грегоријанском календару (109. у преступној години). До краја године има још 257 дана.

## Догађаји
- 1867 — Кнез Михаило Обреновић је преузео кључеве града Београда од Али Риза-паше.
- 1906 — У земљотресу у Сан Франсиску погинуло више од хиљаду људи, а око 200.000 остало је без кућа.
- 1909 — У Ватикану, беатификована француска хероина из 15. века Жана Д'Арк - Јованка Орлеанка. Канонизација је извршена 1920.
- 1938 — Супермен, кога су осмислили Џери Сигел и Џо Шустер, се први пут појавио у стрипу Action Comics#1.
- 1939 — Француски прекоокеански брод СС Париз изгорео је у луци Авр и преврнуо се. Несрећа је прошла без губитака живота.
- 1942 — Амерички авиони у Другом светском рату први пут су бомбардовали Токио, Јокохаму и Нагоју.
- 1946 — Званично је распуштено Друштво народа, а његова имовина пренета је на новоосноване Уједињене нације.
- 1946 — САД признале Федеративну Народну Републику Југославију под вођством Јосипа Броза Тита.
- 1951 — У Паризу су Белгија, Западна Немачка, Италија, Луксембург, Француска и Холандија потписале уговор о оснивању Европске заједнице за угаљ и челик. То је био почетак стварања Европске економске заједнице, односно Европске уније.
- 1954 — Гамал Абдел Насер, један од вођа удара којим је 1953. свргнут краљ Фарук I, постао је премијер и војни гувернер Египта.
- 1955 — У индонежанском граду Бандунгу почела афроазијска конференција 29 земаља, на којој су утврђени принципи „покрета несврстаних“ као алтернативе војним блоковима - НАТО и Варшавском уговору.
- 1956 — Распуштен Информбиро, саветодавно и координационо тело девет европских комунистичких и радничких партија, којим су доминирали совјетски комунисти.
- 1967 — Скупштина СФРЈ усвојила амандмане (I-VI) на Устав СФРЈ, којима је знатно ојачан положај федералних јединица у односу на савезне органе, чиме је означен почетак институционалне разградње СФРЈ.
- 1980 — Јужна Родезија је под називом Зимбабве постала 50. независна земља Африке. На двогодишњицу стицања независности, главни град Солзбери преименован је у Хараре.
- 1983 — Бомбаш-самоубица улетео колима у америчку амбасаду у Бејруту и детонирао бомбу, усмртивши најмање 63 особе и ранивши више од 100.
- 1994 — Почео је грађански рат у Руанди.
- 1996 —
  - У Каиру погинуло 18 грчких туриста када су исламски терористи отворили ватру на туристички аутобус.
  - Више од 100 либанских избеглица убијено је када је израелска артиљерија отворила ватру на избеглички логор.
- 1999 — СР Југославија је, у време ваздушне интервенције НАТО на СРЈ, прекинула дипломатске односе са Албанијом због ситуације на Космету.
- 2024 — Сједињене Америчке Државе уложиле су вето на предлог резолуције Савета безбедности, којом би Палестина била примљена у пуноправно чланство у Уједињеним нацијама.[1][2]

## Рођења
- 1874 — Ивана Брлић-Мажуранић, хрватска књижевница. (прем. 1938)[3]
- 1882 — Леополд Стоковски, енглеско-амерички диригент пољског порекла. (прем. 1977)[4]
- 1907 — Миклош Рожа, мађарско-амерички композитор. (прем. 1995)[5]
- 1942 — Јохен Ринт, аустријски аутомобилиста, возач Формуле 1. (прем. 1970)[6]
- 1947 — Џејмс Вудс, амерички глумац и продуцент.[7]
- 1950 — Григорије Соколов, руски пијаниста.[8]
- 1956 — Ерик Робертс, амерички глумац.[9]
- 1956 — Џон Џејмс, амерички глумац и продуцент.[10]
- 1960 — Звјездан Цветковић, хрватско-српски фудбалер и фудбалски тренер. (прем. 2017)[11]
- 1962 — Вукашин Обрадовић, српски новинар.[12]
- 1963 — Ерик Макормак, канадски глумац.[13]
- 1963 — Конан О’Брајен, амерички ТВ водитељ, комичар, сценариста и продуцент.[14]
- 1967 — Марија Бело, америчка глумица и списатељица.[15]
- 1971 — Дејвид Тенант, шкотски глумац.[16]
- 1972 — Ацо Пејовић, српски певач.[17]
- 1973 — Хаиле Гебрселасије, етиопски атлетичар (тркач на средње и дуге стазе).[18]
- 1974 — Едгар Рајт, енглески редитељ, сценариста, продуцент и глумац.[19]
- 1979 — Метју Апсон, енглески фудбалер.[20]
- 1981 — Максим Иглињски, казахстански бициклиста.[21]
- 1981 — Милан Јовановић, српски фудбалер.[22]
- 1984 — Америка Ферера, америчка глумица, продуценткиња и редитељка.[23]
- 1985 — Јелена Темњикова, руска певачица, најпознатија као чланица групе Серебро.[24]
- 1985 — Лукаш Фабијањски, пољски фудбалер.[25]
- 1987 — Роузи Хантингтон Вајтли, енглески модел, глумица и дизајнерка.[26]
- 1987 — Иван Тричковски, македонски фудбалер.[27]
- 1988 — Џамел Маклин, амерички кошаркаш.[28]
- 1989 — Бојан Богдановић, хрватски кошаркаш.[29]
- 1990 — Војћех Шчесни, пољски фудбалски голман.[30]
- 1992 — Клои Бенет, америчка глумица и певачица.[31]
- 1995 — Дивок Ориги, белгијски фудбалер.[32]
- 1997 — Кејлеб Свониган, амерички кошаркаш. (прем. 2022)[33]

## Смрти
- 1162 — Одо из Деја, француски бенедиктанац и историчар Другог крсташког рата.
- 1558 — Рокселана, супруга османског султана Сулејмана I Величанственог
- 1867 — Јеврем Ненадовић, српски војвода и државник (рођ. 1793)
- 1871 — Омер-паша Латас, турски паша српског порекла,
- 1873 — Јустус фон Либиг, немачки хемичар[34]
- 1922 — Светомир Николајевић, српски писац и политичар[35]
- 1936 — Оторино Респиги, италијански композитор[36]
- 1945 — Алберт Халер, хрватски књижевник (рођ. 1883)
- 1955 — Алберт Ајнштајн, немачки научник (рођ. 1879)[37]

## Празници и дани сећања
- Српска православна црква слави:
  - Свете мученике Агатопода и Теодула
  - Преподобног Марка Траческог